# Saturnino Castro
Juan Saturnino Castro y González (Salta, 23 de noviembre de 1782 - Moraya, septiembre-octubre de 1814) fue un oficial argentino realista que luchó contra las fuerzas independentistas de las Provincias Unidas del Río de la Plata, del que era originario, teniendo una destacada actuación en la batalla de Vilcapugio. Fue ejecutado por haber intentado sublevar las tropas americanas del ejército realista a favor de los independentistas.

## Biografía
Ingresó joven en el ejército real español, revistando en el Regimiento Fijo de Infantería de Buenos Aires, uno de cuyos batallones tenía su sede en Salta.
En 1809 marchó con parte de ese regimiento al Alto Perú, donde actuó en la represión de la Revolución de Chuquisaca, que se limitó a algunos arrestos y destierros. Después pasó al Perú y fue ascendido a coronel, pasando al arma de caballería.
En 1811 luchó en la batalla de Huaqui en el ejército realista. Participó en la captura de Cochabamba, ciudad que después de rendirse a los realistas había vuelto a rebelarse. Formó en las filas del ejército de vanguardia ―el «Ejército grande»― del general Pío Tristán en la invasión del norte argentino. Luchó en las batallas de Tucumán y Salta. Fue tomado prisionero en esta última batalla, como el resto de su ejército. El general patriota Manuel Belgrano (1770-1820) los dejó en libertad a cambio de que juraran ante Dios que no tomarían nuevamente las armas contra las Provincias Unidas. Muchos de los oficiales juramentados cumplieron su palabra, entre ellos Tristán, pero la mayor parte ―entre ellos Castro― decidieron no cumplirla, y consiguieron que el arzobispo de Charcas los «liberara» del juramento.
De modo que Castro se incorporó al ejército al mando del general Joaquín de la Pezuela (1761-1830), que enfrentó al Ejército del Norte. El 27 de septiembre de 1813, al frente de tropas de caballería e infantería, avanzó desde Pequereque e interceptó las tropas del caudillo Baltasar Cárdenas en el combate de Ancacato, provocando una matanza en que cayó también el jefe patriota. Gracias a la victoria, el general Pezuela se apoderó de correspondencia secreta, que indicaba que Belgrano estaba esperando las tropas de Cárdenas y la caballería de Cochabamba, que aún no se le había unido.
De modo que Pezuela apresuró su avance y atacó a Belgrano cuatro días más tarde en la batalla de Vilcapugio. La superioridad numérica y de preparación militar de las tropas rioplatenses permitió a los patriotas arrollar las posiciones realistas. Pero en el momento en que la infantería de la izquierda realista acababa de ser destruida y el resto de las tropas comenzaban a huir, reapareció la caballería de Castro, dispersando toda el ala de la derecha patriota, que arrastró al resto de las tropas y las desorganizó por completo. La victoria realista fue completa.
Castro comandó una parte importante de la caballería en la batalla de Ayohúma (14 de noviembre de 1813) y fue el encargado de perseguir a sus enemigos. Varias veces estuvo a punto de alcanzar a la retaguardia patriota, dirigida por el coronel porteño Cornelio Zelaya (1782-1855), con quien se cruzaron insultos a los gritos durante todo el día siguiente a la batalla.
En 1814 participó en la segunda invasión realista al norte argentino, bajo el mando de Pezuela, y fue el jefe del primer cuerpo realista en ocupar Salta, su ciudad natal.
Mientras estaba de guarnición en San Salvador de Jujuy, recibió correspondencia de su hermano, el doctor Manuel Antonio Castro ―un reputado jurista instalado en Córdoba― y de varios amigos de este, en que intentaban convencer al coronel de que se pasara a las filas patriotas. No obstante, Castro acompañó a las tropas realistas en su retirada al Alto Perú, presionados por los gauchos de Martín Miguel de Güemes.
Al llegar a Santiago de Cotagaita, los realistas se enteraron de que el anciano indígena Mateo Pumacahua (1740-1815) había formado una junta de gobierno en Cusco (3 de agosto de 1814), y que esta revuelta se había extendido a Arequipa, Huamanga, Puno y La Paz. Entonces Castro decidió por fin pasarse al bando americano y organizó la sublevación de los soldados de origen americano del ejército realista, e incluso convenció a muchos oficiales. Según el testimonio de los oficiales realistas, cinco sextas partes de las tropas eran americanas; si Castro hubiera logrado sublevarlos, el ejército realista hubiera desaparecido en cuestión de días.
En agosto de 1814 escribió al general porteño José Rondeau (1775-1844) ―nuevo comandante del Ejército del Norte― pidiendo colaboración y relatando sus planes. Uno de los oficiales americanos a quien había contactado lo delató al general Pezuela. Sabiéndose descubierto, Castro intentó insurreccionar una parte de las tropas y pasarse a los patriotas, pero fue arrestado: Pezuela lo condenó a muerte, y el batallón de Cuzco ―con cuya fidelidad más contaba Castro―, hizo una demostración de fidelidad a los españoles ofreciéndose a ser ellos quienes lo fusilaran.
Fue ejecutado en la aldea boliviana de Moraya ―a unos 45 km al norte de Villazón― a fines de septiembre o principios de octubre de 1814.